# Férit
Der Férit (Coregonus restrictus) ist eine ausgestorbene Süßwasserfischart aus der Gattung Coregonus innerhalb der Unterfamilie Coregoninae. Er war im Schweizer Murtensee endemisch.

## Merkmale
Der Férit erreichte eine Standardlänge von 250 mm. Er besaß 35 bis 38 Kiemenreusenstrahlen. Die Körperhöhe betrug 69 bis 75 mm, die Kopflänge 54 bis 56 mm. Der Körper war massiv, der Rücken gebogen.

## Lebensweise
Der Férit war ein Tiefenwasserbewohner. Die Laichzeit lag im Januar und die Eiablage erfolgte in 35 bis 40 Meter Tiefe im Sand oder im Schlamm.

## Status
Der Férit wurde 2008 in die Liste der ausgestorbenen Fischarten der IUCN aufgenommen. Der letzte bestätigte Nachweis datiert aus dem Jahr 1890. Intensive Suchen in den 1950er-Jahren blieben ergebnislos. Vermutlich war die Überdüngung des Murtensees die Hauptursache für das Aussterben der Art. Heute leben andere Coregoninen-Arten im Murtensee.